# Zeigestock

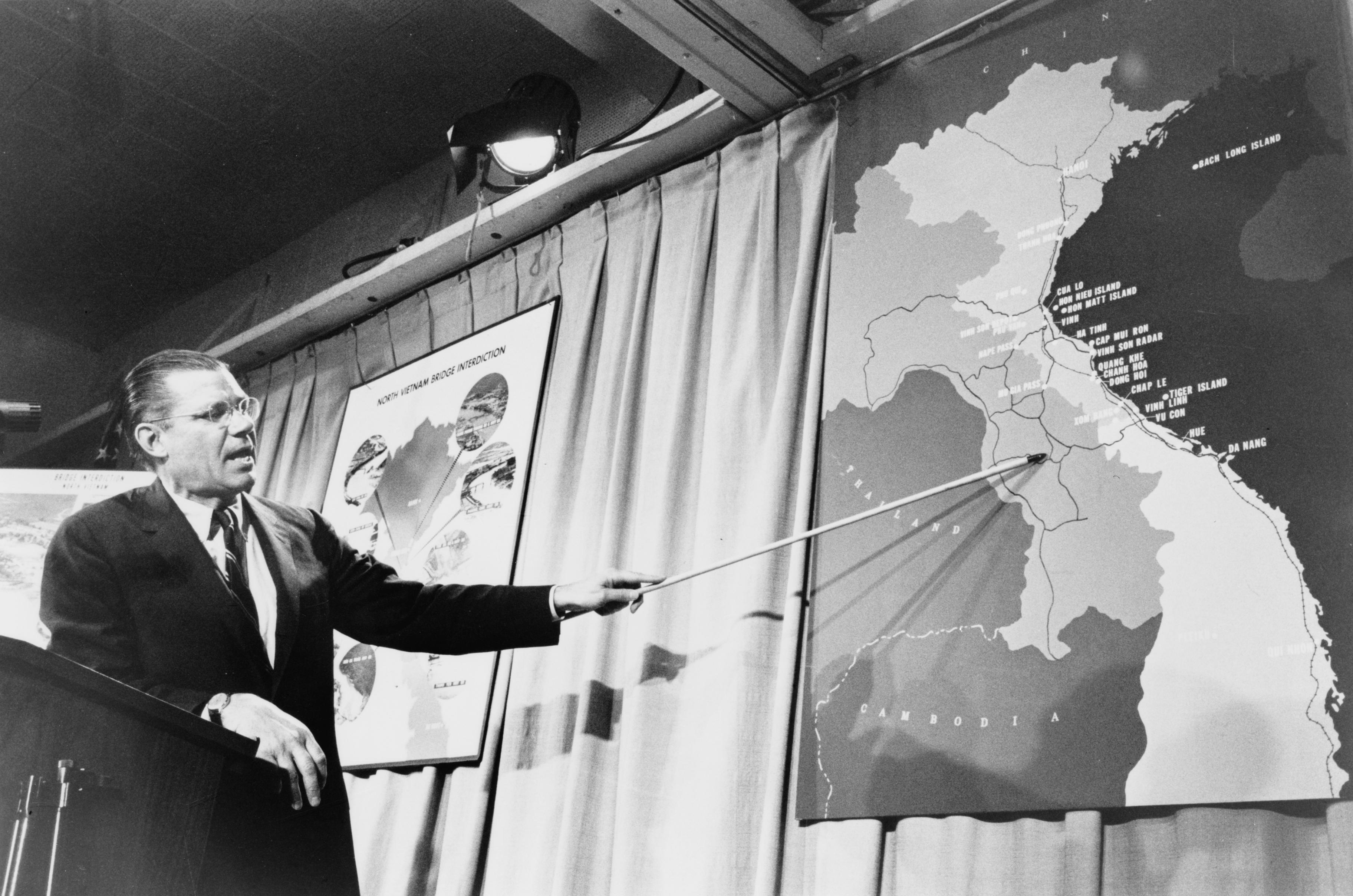
Robert McNamara 1965 mit Zeigestock

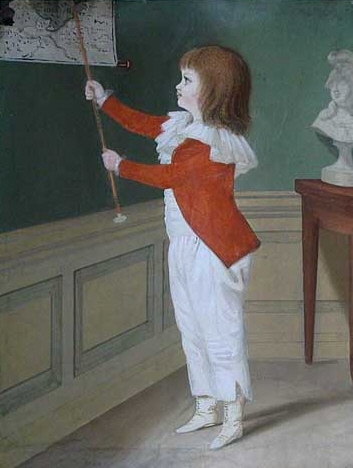
Ein Junge deutet mit einem Zeigestock auf eine Wandkarte (um 1800)

Ein Zeigestock oder auch Zeigestab  ist ein solider Holz- oder Glasfiberstab mit einem sich zu einer Spitze verjüngendem Ende, der als eine Art Verlängerung des Zeigefingers zum manuellen Zeigen verwendet wird. Meistens wird er künstlich produziert. Heutzutage wurde er weitgehend vom Laserpointer verdrängt.
Herkömmliche Zeigestöcke sind einfache, lange, schlanke und oft auch biegsame Stöcke. Sie bestehen aus einem festen Material und sind dazu gedacht, beispielsweise Orte auf Karten oder Wörter auf Schultafeln durch Zeigen hervorzuheben.    
Außerdem werden Zeigestöcke als normale Stöcke für andere Zwecke verwendet, zum Beispiel missbräuchlich für Schläge als Körperstrafe.
In der griechischen Mythologie ist der Zeigestab neben einem Himmelsglobus eines der Zeichen der Urania, der Muse der Sternkunde.
Eine besondere Form des Zeigestabs ist die Jad für die Lesung der Tora.